# José Sedek
José Jesús Sedek Riera (Barquisimeto, 25 de noviembre de 1983). Es un actor y conductor venezolano con ascendencia libanesa y española. Actualmente interpreta a Bernardo Castillo en El señor de los cielos.

## Biografía
Desde corta edad muestra indicios de su vocación artística, cautivando a sus familiares con pequeños monólogos y participaciones teatrales en el colegio. En 2001 comienza a conducir Tus mañanas son por DAT TV. Luego de unos meses en este programa decide viajar a Italia a estudiar arte escénico en la Scuola di Recitazione del Teatro dell'Orologio (2003-2005) estando allí forma parte del cuerpo de baile del Club NTSC, presentándose en performances de música electrónica y clásica, además de participar en show rooms. Después de un tiempo, regresa a su país, en dónde se suma a la escuela de teatro Luz Columba fundado por el maestro Nelson Ortega, y obtiene las herramientas del método actoral Verdad sin esfuerzo. Tras 3 años de este proceso de crecimiento y expansión práctica y teórica, Sedek decide incursionar en otros métodos, acudiendo a tomar talleres en Venevisión, Ralph Kinnard (Actors Studio), Felicia Canetti, Héctor Manrique, entre otros. Después de extensa ronda formativa en la capital de su país, se muda a Colombia en donde decide continuar su formación como actor y director cinematográfico.

## Trayectoria actoral
Luego de su paso en la serie de TV llamada “Los muchachos de la acera de enfrente”, como protagónico, Sedek tuvo un par de personajes cortos en telenovelas de Radio Caracas Televisión, y en obras de teatro dirigidas por el maestro Daniel Uribe, tales como “El teatro del Autobús” “Las vacaciones del ogro” y “19 de Abril el ejemplo que Caracas dio”, a esto le sumamos algunos cortometrajes tanto profesionales como universitarios que tuvo la oportunidad de protagonizar. 
En 2008 participa en El gato tuerto y en 2010 participa en Que el cielo me explique, entre otras producciones dramáticas. Participó en telenovelas para el canal Caracol TV (Rafael Orozco, el ídolo, Tu voz estéreo, Mujeres al límite) y Canal RCN (Sala de urgencias, Chica Vampiro, Tres Caínes).
Ha participado en más de 20 obras de teatro, telenovelas, cortometrajes, comerciales y en diversas campañas publicitarias, siendo imagen de Gillette, Lubriderm, Sony, Águila, etc. Ha sido presentador de eventos para Sony, Bose, Coca-Cola y Procter & Gamble.
Proyectándose como realizador de cine, ha escrito y dirigido más de 15 cortometrajes, El tren de Karina, Interno, Perdón, Lo que vales, Amor de mi vida, Chantilly, Soy, Sueños de colchón, Repeat, Amor Mayor, entre otros. También ha dirigido 4 obras de teatro en formato Corto, Bendecido y afortunado, El gran Pascual, Pensamientos incómodos y Duerme mi niña.
Actualmente reside entre la Ciudad de México y España, donde lleva a cabo diferentes proyectos para la cadena Telemundo, donde interpretó a Diego en La querida del Centauro, y actualmente se encuentra interpretando a Bernardo Castillo en El señor de los cielos.
En 2021 Protagonizó dos obras de Teatro en Madrid: Digan lo que Digan y El canto de las botas.

## Filmografía

### Televisión
| Año       | Título                                 | Personaje         | Canal              | País           |
| --------- | -------------------------------------- | ----------------- | ------------------ | -------------- |
| 2024      | La Isla: desafió extremo               | Participante      | Telemundo          | Estados Unidos |
| 2017-2024 | El Señor de los Cielos                 | Bernardo Castillo | Telemundo          | México         |
| 2016      | La querida del centauro                | Diego             | Telemundo          | México         |
| 2015      | Sala de urgencias                      | Rebollo           | RCN Televisión     | Colombia       |
| 2013      | Tres Caines                            |                   | Caracol Televisión | Colombia       |
| 2013      | Rafael Orozco, el ídolo.               |                   | Caracol Televisión | Colombia       |
| 2012      | Casa de Reinas                         |                   | RCN Televisión     | Colombia       |
| 2012      | Chica vampiro                          |                   | RCN Televisión     | Colombia       |
| 2011      | Humorning                              |                   | Humor Channel      | Colombia       |
| 2010      | Mujeres al límite                      | Varios personajes | Caracol Televisión | Colombia       |
| 2010      | Tu voz estéreo                         | Varios personajes | Caracol Televisión | Colombia       |
| 2009      | Dame uno con todo                      |                   | Ávila Televisión   | Venezuela      |
| 2009      | Se necesita una amiga                  |                   | Venevision plus    | Venezuela      |
| 2008      | Los muchachos de la acera de enfrente  | José Andrés       | Tves               | Venezuela      |
| 2006-2007 | El Gato Tuerto                         |                   | Televen            | Venezuela      |
| 2001-2002 | Tus mañanas son por / Magazine en Vivo |                   | Dat Tv             | Venezuela      |

## Cine
| Año  | Título                | Rol          | Dirección          | Nota         |
| ---- | --------------------- | ------------ | ------------------ | ------------ |
| 2021 | El hombre invisible   | Director     |                    | Cortometraje |
| 2016 | Interno               | Director     |                    | Cortometraje |
| 2014 | Un día más            | Reparto      |                    | Cortometraje |
| 2014 | Interno               | Reparto      |                    | Cortometraje |
| 2013 | Versus Morpheus       | Protagonista | Geebran Warchawsky | Largometraje |
| 2013 | Alma Gemela           | Protagonista |                    | Cortometraje |
| 2011 | Traffic               | Reparto      |                    | Cortometraje |
|      | Quien en mi lugar     | Protagonista | Inri Garrido.      | Cortometraje |
|      | Como se llama el amor | Protagonista | Ámbar Chacin       | Cortometraje |
|      | Versus Morpheus       |              |                    | Cortometraje |

## Teatro
| Año       | Título                                  | Dirección      | Nota    |
| --------- | --------------------------------------- | -------------- | ------- |
| 2021      | El canto de las botas                   |                | Madrid  |
| 2021      | Digan lo que digan                      |                | Madrid  |
| 2017-2019 | Amar es un arte                         | Marta Bernarda | México  |
| 2017      | El gran Pascual                         | José Sedek     | México  |
| 2015      | Hora de Jugar.                          | Andrés Tena    | México  |
| 2014      | Epicrisis de un invierno                | Emiro Balocco  | Bogotá  |
| 2013      | Mas turbados que nunca                  |                | Bogotá  |
| 2011      | Hermanos Grimm y su bosque Misterioso.  |                | Bogotá  |
|           | Chicago                                 | Nelson Ortega  | Caracas |
|           | Fango Negro                             | Daniel Uribe   | Caracas |
|           | Noches Chejovianas                      | Daniel Uribe   | Caracas |
|           | Las vacaciones del ogro                 | Daniel Uribe   | Caracas |
|           | 19 de Abril, el ejemplo que caracas dio | Daniel Uribe   | Caracas |
|           | El teatro del Autobús                   | Daniel Uribe   | Caracas |

## Eventos y editoriales

### Eventos
- Coca Cola
- Nestle
- Area Lounge
- Xavia
- Liberty Seguros
- La previsora
- PDVSA
- Pasarela
- Círculo de la Moda Bogotá, 2011
- Biglidue
- Salón de la Moda Mercedes Benz
- Semana de la Moda Caracas, 2009

#### Editorial
- Revista Gente Rosa
- Revista Exclusiva
- OD
- Magazine Exclusive
- Campañas
- PDVSA
- Green Spot, Rs21, MaxNegocios, Gillette, Lubriderm, GxUomo, Decamerón Panamá, Claro, Poker, Aguila, Bimbo, Hugo Boss, Calvin Klein.